# Susann Goksør Bjerkrheim
Susann Goksør Bjerkrheim (Oslo, 7 de julho de 1970) é uma ex-handebolista profissional norueguesa, medalhista olímpica.
Susann Goksør Bjerkrheim fez parte da geração medalha de prata de Seul 1988 e Barcelona 1992 e bronze em Sydney 2000.